# Parbattia
Parbattia é um gênero de mariposa pertencente à família Crambidae.